# ジョージ・キング (第3代キングストン伯爵)
第3代キングストン伯爵ジョージ・キング（英語: George King, 3rd Earl of Kingston、1771年4月28日 – 1839年10月18日）は、アイルランド王国出身の貴族、政治家。アイルランド庶民院議員、アイルランド貴族院議員、アイルランド貴族代表議員を歴任した。1797年から1799年までキングスバラ子爵の儀礼称号を使用した。

## 生涯
第2代キングストン伯爵ロバート・キングとキャロライン・フィッツジェラルド（Caroline FitzGerald、1755年 – 1823年1月13日、リチャード・フィッツジェラルドの娘）の息子として、1771年4月28日にメイフェアのチェルシーで生まれ、同地で洗礼を受けた。1781年から1787年までイートン・カレッジで教育を受けた後、1787年11月20日にオックスフォード大学エクセター・カレッジに入学した。
オレンジ結社（1795年設立）の原加盟メンバーの1人だった。1798年アイルランド反乱では民兵隊を率いてコーク県とウェックスフォード県を転戦、その残忍ぶりで知られた。ウェックスフォード県では一時捕虜にされたが、ジェラード・レイクに救出され、処刑を免れた。
1797年から1799年までロスコモン・カウンティ選挙区の代表としてアイルランド庶民院議員を務め、1799年4月17日に父が死去するとキングストン伯爵位を継承、同年5月2日にアイルランド貴族院議員に就任した。庶民院では1799年合同法案に反対票を投じ、貴族院では1800年合同法に反対票を投じた。
親カトリック派トーリー党に所属し、1807年から1839年までアイルランド貴族代表議員を務めた。
1821年戴冠式記念叙勲で連合王国貴族であるコーク県におけるミッチェルズタウンのキングストン男爵に叙された。
1839年10月18日にパディントンで死去、息子ロバート・ヘンリーが爵位を継承した。死後、遺体はミッチェルズタウンに運ばれ、そこで埋葬された。

## 家族・私生活
1794年5月7日、ヘレナ・ムーア（Helena Moore、1773年5月20日 – 1847年12月9日、初代マウント・ケッシェル伯爵スティーブン・ムーアの娘）と結婚、3男2女をもうけた。
- ヘレナ・キャロライン（1871年5月9日没） - 1829年12月8日、フィリップ・デイヴィス＝クック（Philip Davies-Cook、1793年8月11日 – 1853年11月20日、ブライアン・クックの息子）と結婚、子供あり
- エドワード（1795年 – 1837年） - 庶民院議員、生涯未婚
- ロバート・ヘンリー（英語版）（1796年 – 1867年） - 第4代キングストン伯爵
- ジェームズ（英語版）（1800年 – 1869年） - 第5代キングストン伯爵
- アデレード・シャーロット（1854年8月没） - 1834年、チャールズ・タンカーヴィル・ウェッバー（Charles Tankerville Webber）と結婚、子供あり

アイルランド有数の地主であり、1799年時点の領地から毎年18,000ポンドの収入が得られた。1823年に母が死去するとミッチェルズタウンの領地を継承したが、キングストン伯爵はミッチェルズタウン城を大々的に改築して、国王ジョージ4世がアイルランドを訪問するときに住めるよう準備した。しかし、10万ポンドかかったとも、20万ポンドを費やしたとも言われたこの改築により破産に近い状態に陥り、1832年には神経衰弱により精神病院に入院、以降死去まで退院しなかった。